# Hans Hauner
Hans Hauner (* 29. Juli 1955 in Regensburg) ist ein deutscher Ernährungsmediziner und Diabetologe. Seit 2003 leitet er das Else Kröner-Fresenius-Zentrum für Ernährungsmedizin (Standorte Klinikum rechts der Isar und Wissenschaftszentrum Weihenstephan).

## Leben
Hans Hauner wurde im Juli 1955 in Regensburg geboren und studierte von 1975 bis 1981 Humanmedizin an der Universität Regensburg und der TU München. Am Klinikum der Universität Ulm machte er seinen Facharzt als Internist (Schwerpunkt Endokrinologie/Diabetologie). Anschließend wechselte er nach Düsseldorf als leitender Oberarzt an der Heinrich-Heine-Universität (Deutsches Diabetes-Zentrum). 2003 folgte er dem Ruf auf den neu gegründeten Lehrstuhl für Ernährungsmedizin der TU München, den er bis zu seiner Emeritierung 2024 innehatte. Den Lehrstuhl übernahm im Mai 2025 Katharina Timper von ihm.
Als Seniorprofessor gehört er weiterhin dem Leitungskreis des Else Kröner-Fresenius-Zentrums für Ernährungsmedizin an.

## Preise und Auszeichnungen
- seit 2003: Mitglied der Leopoldina[6]
- Forschungspreis der Deutschen Adipositas-Gesellschaft (1992)
- DAG-Medaille der Deutschen Adipositas-Gesellschaft (2015)
- Friedrich-Wassermann-Award der Europäischen Adipositas-Gesellschaft (2021)[7]
- Seniorprofessur für Ernährungsmedizin der Else Kröner-Fresenius-Stiftung (2024)[8]
- TUM Emeritus of Excellence der Technischen Universität München[3]

## Publikationen
- mit Dagmar Hauner: Erfolgreich abnehmen bei Diabetes: Ratgeber für Typ-2-Diabetiker. 4. Auflage, Kirchheim, Mainz 2013, ISBN 978-3-87409-528-0.